# Alstonia scholaris
Alstonia scholaris es una especie de árbol perteneciente a la familia Apocynaceae. Es originario de la India y del sudeste asiático.

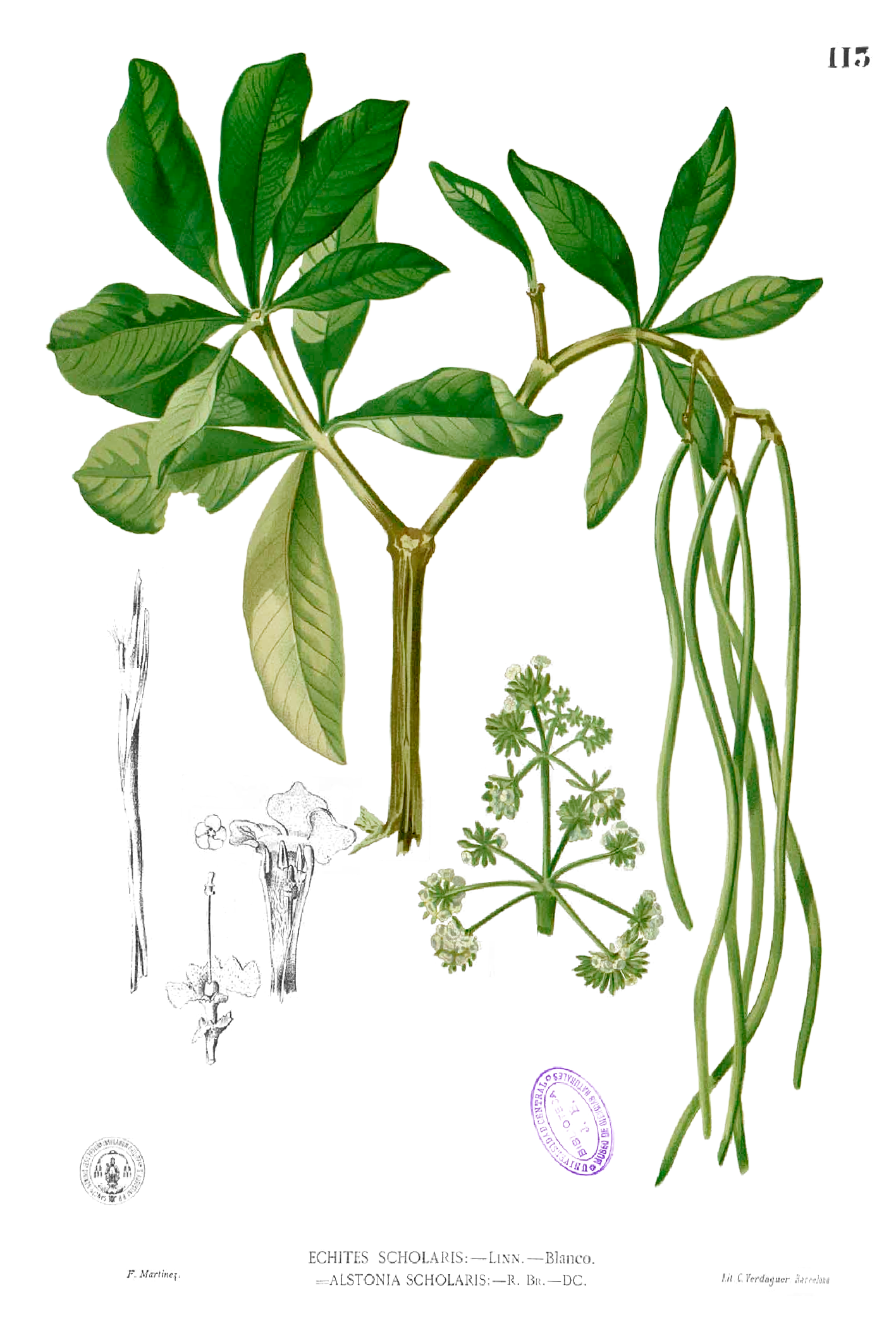
Alstonia solaris.

## Características
Alstonia scholaris es un árbol que puede crecer hasta 40 m de altura y es glabro. La corteza es de color gris. El haz de las hojas es brillante, mientras que es envés es grisáceo. Las hojas se producen en verticilos de 3-10; con pecíolos  de 1-3 cm,  son coriáceas, estrictamente obovadas de manera muy  espatulada, cuneada la base, generalmente con el ápice redondeado . Los nervios laterales se producen en pares 25-50, en 80-90 ° . Las cimas son densas y pubescente; el pedúnculo de 4-7 cm de largo. Los pedicelos son por lo general  más cortos que o cáliz.  La corola es de color blanco y forma de tubo de 6-10 mm; los lóbulos son ampliamente ovales o en general obovados de 2-4,5 mm, la superposición a la izquierda.  Los ovarios son distintos y pubescente.  Los folículos son distintos y lineales.
Las semillas  son oblongas, con márgenes y ciliadas, y termina con mechones de pelos de 1,5-2 cm. La corteza es casi inodora y muy amarga, con abundante  savia amarga; sus inflorescencias desprenden un olor característico, que recuerda al de los cítricos.

## Propiedades
- Es febrífuga, se la conoce por la quinina australiana, utilizada en caso de fiebres intermitentes como la malaria.
- Utilizado como tónico amargo.
- Se usa como astringente, febrífugo, estomacal, expectorante, afrodisíaco. Se usa la corteza.[4]
- Se usa en rituales indígenas de algunas zonas de la India.[4]

Química
Contiene como principio activo el alcaloide Alschomina.

## Taxonomía
Alstonia scholaris fue descrita por L.) R.Br.  y publicado en Memoirs of the Wernerian Natural History Society 1: 76. 1810.
Sinonimia
- Echites scholaris L. (1767)
- Pala scholaris (L.) Roberty (1953)
- Echites pala Buch.-Ham. ex Spreng. (1824)
- Alstonia spectabilis Kurz (1877), nom. illeg.
- Alstonia kurzii Hook.f. (1882)[7]

## Nombres comunes
- Castellano: alstonia, quinina australiana, dita de Filipinas,[8] pala de la India.[8]